# Rachias dispar
Rachias dispar is een spinnensoort in de taxonomische indeling van de bruine klapdeurspinnen (Nemesiidae).
Rachias dispar werd in 1891 beschreven door Simon.